# Nyahururu
Nyahururu és un poble kenyà, al districte de Laikipia (província de Rift Valley). Té una població de 24751 habitants. El poble va ser fundat pels britànics. La principal activitat econòmica del poble és l'agricultura.